# Keep of Kalessin
Keep of Kalessin ist eine Metal-Band aus Norwegen. Der Bandname bezieht sich auf Kalessin, den ältesten Drachen in den Romanen des Erdsee-Zyklus von Ursula K. Le Guin.

## Geschichte
Keep of Kalessin wurde 1994 von Arnt Ove „Obsidian Claw“ Gronbech und Ghash unter dem Namen „Ildskjaer“ in Trondheim gegründet. Die Band vereint Elemente aus Black- und Power Metal. Wenig später schlossen sich Vyl und Warach der Band an. Der Erdsee-Zyklus von Ursula K. Le Guin diente nicht nur als Vorlage für den Bandnamen, sondern inspirierte die Band auch in ihrem musikalischen Schaffen.
Im Jahr 1995 nahmen sie ihre erste Demo Skygger av sorg auf, die sich nur sehr spärlich verkaufte. Die Band erhielt einen Vertrag mit dem italienischen Label Avantgarde Music. Ihr Debütalbum Through Times and War erschien im Jahre 1997.

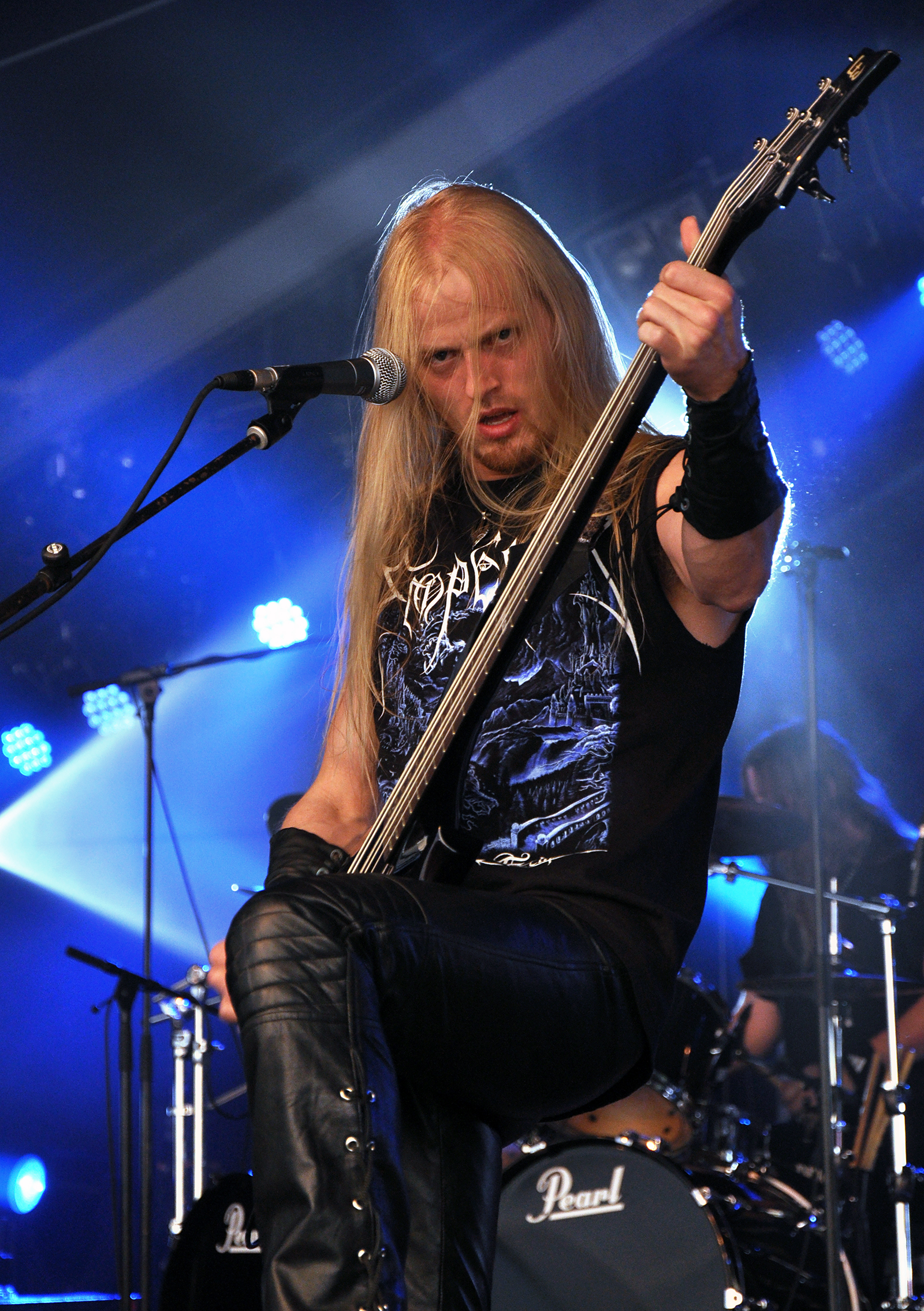
Bassist Wizziac auf dem Metal Mean Festival in Méan, Belgien, am 20. August 2011

Ihr zweites Album Agnen: A Journey Through the Dark wurde ebenfalls in den Brygga Studios aufgenommen. 2006 erschien das dritte Studioalbum Armada bei der schwedischen Plattenfirma Tabu Recordings. Anfang 2008 unterschrieben Keep of Kalessin bei Nuclear Blast. Kurz darauf wurde das vierte Studioalbum Kolossus veröffentlicht. Ende 2008 tourte die Band im Vorprogramm von Morbid Angel, Kataklysm und Marduk.
2010 nahm die Band mit dem Song Dragontower am Melodi Grand Prix, dem norwegischen Vorentscheid zum Eurovision Song Contest, teil. In diesem Song sind keine Black-Metal-Elemente zu finden, die Fans der Band reagierten überwiegend negativ auf diesen Song. Das zugehörige Album Reptilian bezeichnete die Band, einem Sticker auf dem Albumcover zufolge, als Epic Extreme Metal. Reptilian war das letzte Album mit Thebon als Sänger. Obsidian übernahm Gesang und Gitarre, und Keep of Kalessin fungierten als Trio.
2015 wurde das 6. Studioalbum Epistemology veröffentlicht, welches einen weitaus melodischeren Gesang aufweist als seine Vorgänger.
Im März 2019 wurde Nechtan von der deutschen Band Craving Schlagzeuger bei Keep of Kalessin.

## Diskografie

### Alben
- 1997: Through Times of War
- 1999: Agnen – A Journey Through the Dark
- 2006: Armada
- 2008: Kolossus
- 2010: Reptilian
- 2015: Epistemology
- 2023: Katharsis

### Sonstige Veröffentlichungen
- 1995: Skygger av sorg (Demo)
- 2003: Reclaim (MCD)
- 2010: The Dragontower (Single)
- 2011: The Divine Land (2011 Edit) (Single)
- 2013: Introspection (EP)
- 2016: Heaven of Sin (EP)